# تل السعودي
تل السعودي موقع أثري يقع على بعد 1 كيلومتر (0.62 ميل) شمال تل الدلهمية قرب رياق في محافظة البقاع. ويعود تاريخه إلى العصر الحجري الحديث.